# Красноспинная птица-мышь
Красноспи́нная пти́ца-мышь (лат. Colius castanotus) — вид птиц из семейства птиц-мышей. Небольшая серовато-коричневая птица с длинным хвостом и ярко-каштановым пятном в нижней части спины обитает в густых лесах на западе Анголы и Демократической Республики Конго и питается преимущественно фруктами, в том числе культивируемыми. Птицы способны к размножению в любое время года, кладка содержит до четырёх белых яиц.
Красноспинная птица-мышь была описана Жюль-Пьером Верро и Эдуардом Верро в 1855 году. По морфологическим признакам ближайшим родственником данного вида является бурокрылая птица-мышь. Международный союз орнитологов относит красноспинную птицу-мышь к роду Colius и не выделяет подвидов.

## Описание
Красноспинная птица-мышь — небольшая птица с длиной тела 30—38 см, из которых на хвост приходится 20—26 см, и массой 39—82 г. Гренвилл Ролс (D. Grenville Roles) оценивал размеры примерно в половину воробья. По словам Герберта Шифтера (Herbert Shifter), этот вид является одним из самых крупных среди современных птиц-мышей. Длина крыла взрослой особи составляет 93,5—106,5 мм, в то время как у крупнейших подвидов бурокрылой птицы-мыши (Colius striatus) она не превышает 96 мм, а у белоспинной (Colius colius) составляет 99—103 мм. Красноспинная птица-мышь также тяжелее других представителей семейства. Половой диморфизм практически отсутствует.
Перья на «лице» и на лбу — чёрные с беловато-серыми кончиками; остальное оперение головы, включая хохолок, коричневое, по сторонам головы и на горле — с зеленоватым оттенком. Перья спины и крыльев также коричневые; нижняя части спины и надхвостье ярко-каштановые, пятно достигает четвёртого внешнего махового пера. Оперение снизу серовато-коричневое, светло-бордовое на груди и охристое на брюхе, без пестрин. Их отсутствие, вместе с размерами птиц, является одним из признаков, позволяющих отличать красноспинную птицу-мышь от бурокрылой. Нижние кроющие перья крыла окрашены в светлый рыжевато-белый цвет. У красноспинной птицы-мыши длинный градуированный (в центре самые длинные перья, по бокам — короче) коричневый хвост. Надклювье красноспинной птицы-мыши чёрное с серым пятном (в первоначальном описании указано три пятна у основания клюва: одно сверху и два других поменьше по сторонам), подклювье беловатое. Внешняя часть радужной оболочки жёлтая, внутренняя — тускло-зелёная. Ступни и пальцы ног окрашены в ярко-красный цвет (от кораллово-красного до алого); когти — в чёрно-коричневый. У молодых птиц красное пятно тусклее, кончики кроющих перьев крыла бледно-коричневого цвета, надклювье зеленоватое, подклювье тёмное , радужка тёмно-коричневая.
Вокализация красноспинной птицы-мыши включает резкую позывку «чи-чи-чи», которую почти невозможно отличить от криков бурокрылой птицы-мыши. В кормящихся стаях раздаётся почти постоянное пронзительное щебетание. Рональд Принцингер (Ronald Prinzinger) отмечал у красноспинной птицы-мыши пение дуэтом. Гренвилл Ролс писал, что будучи в одной клетке красноспинные птицы-мыши ведут себя агрессивно по отношению к краснолицым птицам-мышам (Urocolius indicus).

## Распространение

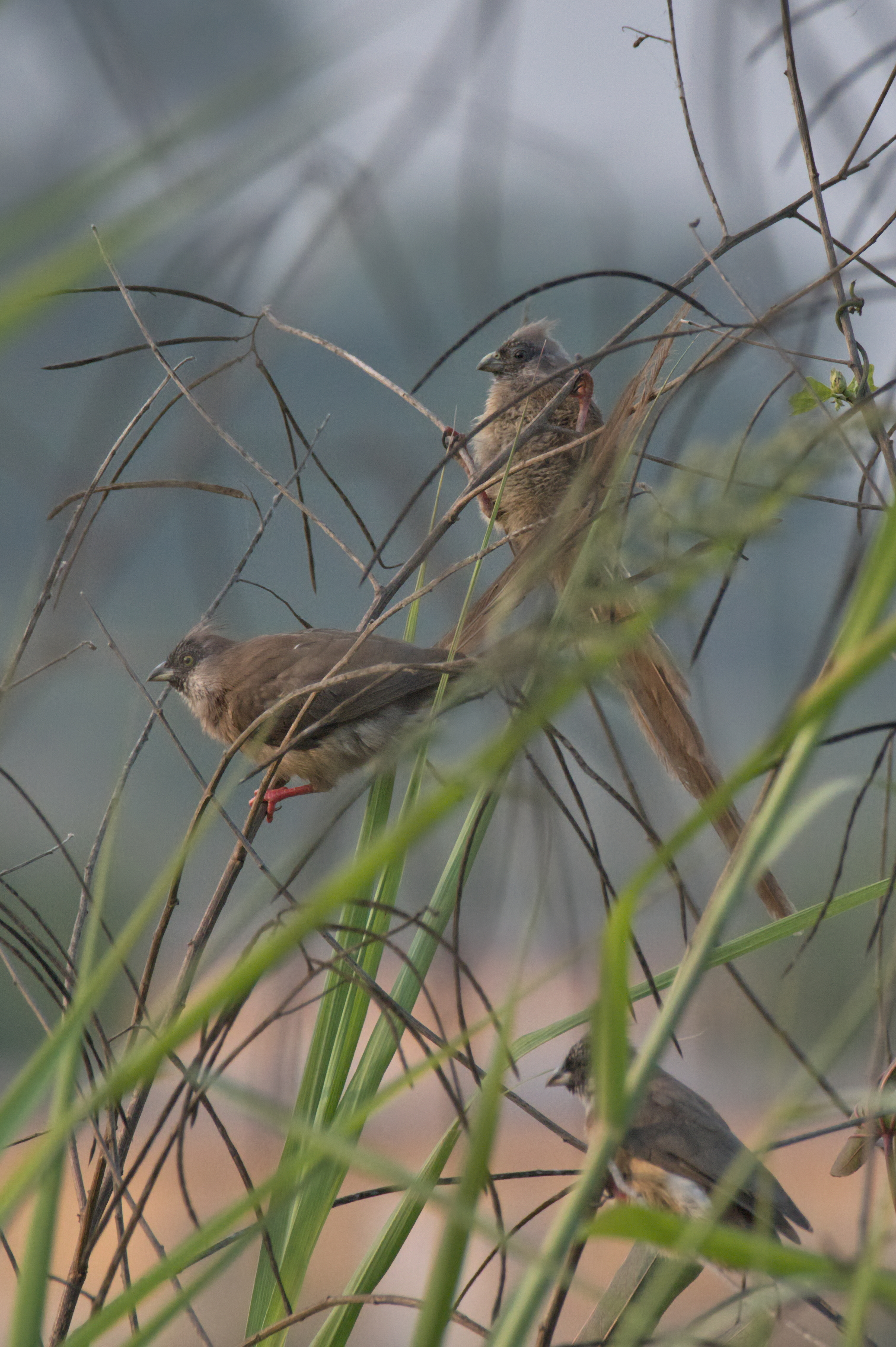
Красноспинная птица-мышь

Красноспинная птица-мышь обитает преимущественно на западе Анголы. Ареал простирается вдоль западного побережья от провинции Заире (в районе муниципалитета Сойо) на севере страны до провинции Маланже (возможно, до провинции Северная Лунда) на востоке и до провинции Намибе на юге страны. В северной части ареала птиц отмечали в окрестностях Капунды (Capunda) в провинции Маланже в 400 км от западного побережья, в то время как на юге они не залетают более чем на 200 км вглубь континента. Ареал также включает Демократическую Республику Конго; птиц наблюдали в провинции Центральное Конго. Так как согласно подписи голотип красноспинной птицы-мыши был обнаружен в Габоне, некоторые исследователи включают в ареал и его, но нахождение птиц на территории этой страны, по мнению Шифтера, сомнительно. Площадь ареала (англ. estimated extent of occurrence) составляет 400 000 км². На юге распространение птиц ограничивают засушливые территории, а на севере и на востоке, по-видимому, конкуренция с бурокрылой птицей-мышью, ареал которой включает север Анголы. Шифтер отмечал, что у красноспинной и краснолицей птиц-мышей ареалы также пересекаются, но последние предпочитают более сухие и открытые участки.
Среда обитания красноспинной птицы-мыши включает густые леса, вторичные леса, открытые лесные массивы и поляны. Красноспинная птица-мышь предпочитает лесистые саванны, опушки леса или речные заросли, может встречаться в колючих кустарниках, пальмовых рощах или на возделываемых человеком участках. Изредка птиц наблюдали в зарослях Brachystegia и никогда — в высокогорных лесах. Птиц отмечают на высоте до 2000 метров над уровнем моря, некоторые музейные экспонаты были получены в горах Моко и Сок (Mount Soque). Шифтер отмечал, что больше всего красноспинная птица-мышь любит селиться в галерейных лесах около водотоков, в частности, вдоль рек Кванза и Луандо (Luando River). Учёный называл вид эндемичным для этой зоны.
Красноспинная птица-мышь ведёт оседлый образ жизни. Птицы собираются в стаи: в прибрежных зарослях в окрестностях Бенгелы отмечали стаи до 20 особей, а в кофейном лесу близ Ндалатандо — до 12 особей.
Международный союз охраны природы относит красноспинную птицу-мышь к видам под наименьшей угрозой (LC); численность считается стабильной. Несмотря на довольно ограниченный ареал, в его пределах птицы встречаются часто, реже в южной части ареала. В северной части ареал расширился до провинции Заире на крайнем северо-западе Анголы.

## Питание
Основу рациона красноспинной птицы-мыши составляют плоды, а также цветки, бутоны и зелёные листья. Птицы предпочитают плоды культивируемых растений, в частности папайю, банан, манго, инжир. Гренвилл Ролс называет красноспинных птиц-мышей абсолютно травоядными, хотя в энциклопедии Birds of the World утверждается, что иногда они питаются термитами. Кормящиеся птицы почти постоянно пронзительно щебечут. Красноспинные птицы-мыши могут образовывать смешанные стаи с краснолицыми птицами-мышами.
Исследования метаболизма красноспинной птицы-мыши показали, что при потере около 35 % массы птицы впадают в спячку, при этом затраты энергии (Джоуль/гр⋅ч) могут опускаться до трети от первоначального уровня. При снижении температуры тела до 18 °C птицы могут не проснуться.

## Размножение
Способных к размножению красноспинных птиц-мышей отмечали в течение всего года, при этом энциклопедия Birds of the World утверждает, что в дикой природе было обнаружено только два гнезда — в декабре и в январе. В обоих случаях гнёзда находились в густой листве дерева на высоте 3—4 м. Грубо сложенное чашеобразное гнездо имеет относительно крупные размеры, изнутри оно выложено тонким материалом. В зоопарке в Джерси пара красноспинных птиц-мышей совершала регулярные попытки размножения с 1967 по 1974 год, откладывая яйца во все месяцы, кроме февраля. Обычно птицы устраивались в созданных для них условиях, но один раз построили гнездо самостоятельно на высоте 1,4 м в центре колючего куста хебе.
В кладке 1—4 беловатых яйца, размеры которых 21,7—22,6 мм × 17—18 мм. Шифтер опубликовал информацию о размерах яиц по кладке, собранной 17 октября 1905 года на берегу реки Кавако (Cavaco River), а также по кладкам из зоопарка Цюриха. Три яйца с реки Кавако имели размеры 21,9 × 17,7 мм, 21,7 × 17,45 мм, 22,6 × 18,0 мм; яйца из зоопарка Цюриха — 20,6—21,9 × 16,2—18 мм. В зоопарке в Джерси размер яиц в среднем составлял 22 × 17 мм. Возможно, гнездо с одним яйцом содержало неполную кладку. Оба родителя занимаются насиживанием с момента появления первого яйца. Инкубационный период составляет 12—14 дней.
Появившиеся на свет птенцы покрыты очень редким сероватым пухом. Подробную информацию о развитии птенцов предоставил Гренвилл Ролс из зоопарка в Джерси. В возрасте двух дней у птенцов начинают проклёвываться полётные перья; в четыре дня открываются глаза, при этом птенцы остаются практически голыми, у них растут только перья крыльев и хвоста. Гренвилл Ролс отмечал контраст между жёлтыми оттенками надклювья и хохолка и нежно-розовым цветом кожи на шее и всём остальном теле. В шесть дней перья хвоста, длина которых к тому времени составляет 2,5 см, начинают раскрываться; в девять дней птенцы способны быстро перемещаться по гнезду и уже не выглядят беспомощными, длина хвоста достигает 3,8 см, контраст между жёлтым надклювьем и чёрным подклювьем остаётся. В 11 дней ещё неспособные летать птенцы могут покидать гнездо, расцветкой оперения они уже напоминают взрослых птиц. В 14 дней птенцы в неволе вылетели из гнезда. В энциклопедии Birds of the World указано, что в возрасте 11 дней птенцы могут покидать гнездо, но способность летать они приобретают к 21-му дню.
Других сведений о размножении красноспинной птицы-мыши нет. Продолжительность жизни в неволе составляет 12 лет и 3 месяца. Шифтер писал, что он не знает о случаях гибридов ни в дикой природе, ни в авиариях.

## Систематика
Красноспинная птица-мышь была описана французскими натуралистами братьями Жюль-Пьером Верро и Эдуардом Верро в 1855 году. В 1876 году на основании анатомического исследования свежего экземпляра красноспинной птицы-мыши, который умер вскоре после доставки в Европу, британский зоолог Алфред Генри Гаррод предоставил свою теорию о положении птиц-мышей в систематике птиц. Он объединил в отряд Piciformes такие таксоны, как дятловые (Picidae), бородатковые (Capitonidae), тукановые (Ramphastidae), удоды (Upupidae), птицы-мыши (Coliidae), птицы-носороги (Bucerotidae), зимородковые (Alcedinidae), и отверг предполагаемую возможность связи птиц-мышей с попугаями (Psittacidae).
По морфологическим признакам ближайшим родственником красноспинной птицы-мыши является бурокрылая птица-мышь (Colius striatus): Шифтер указывает на сходство размеров птиц, оттенков оперения и радужки глаза, в особенности с подвидом Colius striatus congicus. Возможно, в недалёком прошлом, когда лесов в регионе было больше, ареалы этих таксонов не были разделены. В то же время ареалы красноспинной птицы-мыши и Colius striatus nigricollis лишь недавно приблизились друг к другу; Шифтер связывает это с культивированием земель, что позволило сильнее распространиться бурокрылой птице-мыши. В 1910 году немецкий орнитолог Отто Эдуард фон Цедлиц считал красноспинную птицу-мышь подвидом бурокрылой, но уже начиная с работы британского зоолога Филипа Склейтера 1924 года её стали рассматривать как отдельный вид; объединяя два таксона в надвид. Несмотря на наличие красного пятна, из-за отличий по остальным морфологическим признакам связь с белоспинной птицей-мышью (Colius leucocephalus) маловероятна.
Международный союз орнитологов относит красноспинную птицу-мышь к роду Colius и не выделяет подвидов.